# Chaetostephanidae
Chaetostephanidae is een familie in de taxonomische indeling van de peniswormen (Priapulida).

## Onderliggende taxonomie
- Geslacht Maccabeus
  - Maccabeus cirratus
  - Maccabeus tentaculatus